# Achatia evicta
Achatia evicta là một loài bướm đêm trong họ Noctuidae.